# Israels kultur
 Der er for få eller ingen kildehenvisninger i denne artikel, hvilket er et problem. Du kan hjælpe ved at angive troværdige kilder til de påstande, som fremføres i artiklen.

 Denne artikel bør gennemlæses af en person med fagkendskab for at sikre den faglige korrekthed.

Israels kultur var i udvikling længe før grundlæggelsen af Staten Israel i 1948, og er en kombination af sekulært liv og religiøs arv. Meget af mangfoldiggørelsen i Israels kultur synes at komme fra mangfoldiggørelsen af jøder, som tilsammen udgør Israel. Med oprindelse fra hele verden, så bringer nye immigranter individuelle, kulturelle elementer fra deres land med sig, og bidrager til en vedvarende udvikling af israelsk kultur, som følger kulturelle ændringer ud igennem verden. Kulturen er til en stor grad baseret på jødernes historie, som har udviklet sig på forskellige måder over de hundredvis af år, som jøderne har udvandret. Ideologoien bag zionisme-bevægelsen, som begyndte sent i det 19. århundrede er afgørende for at forstå moderne israelsk kultur.
| Kultur | Spire Denne artikel om kultur er en spire som bør udbygges. Du er velkommen til at hjælpe Wikipedia ved at udvide den. |